# Ciribul
Ciribul è un comune dell'Azerbaigian situato nel distretto di Yardımlı. Conta una popolazione di 956 abitanti.